# Viborg (Dakota del Sud)
Viborg és una població del Comtat de Turner a l'estat de Dakota del Sud (Estats Units d'Amèrica).

## Demografia
Segons el cens del 2000 tenia 832 habitants, 366 habitatges, i 211 famílies. La densitat de població era de 823,7 habitants per km².
Dels 366 habitatges en un 22,7% hi vivien nens de menys de 18 anys, en un 48,9% hi vivien parelles casades, en un 6% dones solteres, i en un 42,1% no eren unitats familiars. En el 39,6% dels habitatges hi vivien persones soles el 24,3% de les quals corresponia a persones de 65 anys o més que vivien soles. El nombre mitjà de persones vivint en cada habitatge era de 2,11 i el nombre mitjà de persones que vivien en cada família era de 2,85.
Per edats la població es repartia de la següent manera: un 20% tenia menys de 18 anys, un 6,6% entre 18 i 24, un 20,3% entre 25 i 44, un 18,4% de 45 a 60 i un 34,7% 65 anys o més.
L'edat mediana era de 47 anys. Per cada 100 dones de 18 o més anys hi havia 76,2 homes.
La renda mediana per habitatge era de 29.231 $ i la renda mediana per família de 39.327 $. Els homes tenien una renda mediana de 27.337 $ mentre que les dones 20.625 $. La renda per capita de la població era de 17.738 $. Entorn del 5,2% de les famílies i el 6,4% de la població estaven per davall del llindar de pobresa.

## Poblacions properes
El següent diagrama mostra les poblacions més properes.